# 外青松公路跨吴淞江大桥
外青松公路跨吴淞江大桥位于上海市青浦区和江苏省昆山市交界，是外青松公路跨越吴淞江的桥梁。老桥原称外青松公路吴淞港桥，为双向两车道钢结构，全长88米，新桥启用后随即拆除；新桥为双向六车道钢筋混凝土结构，全长1015.8米。桥南侧设上海市界碑及上海公安省界检查站。

## 历史
- 1960年代 建成双车道老桥
- 2012年 老桥封闭大修[1]
- 2020年 沪苏两地约定外青松公路吴淞江新桥由青浦建设、胜利路吴淞江桥由昆山建设[2]
- 2022年4月 工程现场以“外青松公路（白石公路-江苏省界）新改建工程3标（吴淞江大桥）段”名称纳入青浦区疫情管控范围[3]
- 2023年12月 新桥建成，随即开始拆除老桥[4]